# Прибавочный труд
Прибавочный труд (Mehrarbeit) — концепция, которую использовал Карл Маркс в своей критике политической экономии.
Впервые термин был введен в книге Маркса «Нищета философии», написанной как критика книги Прудона «Система экономических противоречий, или философия нищеты» (англ. The System of Economic Contradictions, or The Philosophy of Poverty, 1847).
Под прибавочным трудом подразумевается труд, затраченный сверх необходимого труда — труда, требуемого для производства средств существования рабочего.
Согласно марксистской политической экономии прибавочный труд может быть назван неоплачиваемым трудом и рассматривается как основной источник капиталистической прибыли.

## Источник прибавочного труда
Маркс объясняет природу прибавочного труда следующим образом:
«Лишь тогда, когда люди своим трудом уже выбились из первоначального животного состояния, когда, следовательно, сам их труд уже до известной степени стал общественным, — лишь тогда возникают отношения, при которых прибавочный труд одного человека становится условием существования другого. На начальных ступенях культуры производительные силы труда ничтожны, но таковы же и потребности, развивающиеся вместе со средствами их удовлетворения и в непосредственной зависимости от развития этих последних. Далее, на указанных первых ступенях относительная величина тех частей общества, которые живут чужим трудом, ничтожно мала по сравнению с массой непосредственных производителей. С ростом общественной производительной силы труда эти части возрастают абсолютно и относительно. Впрочем, капиталистические отношения возникают на экономической почве, представляющей собой продукт длительного процесса развития. Наличная производительность труда, из которой капитал исходит как из своей основы, есть не дар природы, а дар истории, охватывающей тысячи веков».
Историческое возникновение прибавочного труда, согласно Марксу, тесно связано с развитием торговли и зарождением общества, разделенного на социальные классы. Как только появляется возможность постоянного производства прибавочного продукта, встаёт морально-политический вопрос, как следует его распределять, и на благо кого будет затрачен прибавочный труд. Сильные подчиняют слабых, и, таким образом, социальная элита получает возможность жить за счет чужого труда, осуществляя контроль над работающим населением, его прибавочным трудом, а также создаваемым им прибавочным продуктом.
Труд, достаточно производительный для того, чтобы являть прибавочный труд, в денежной экономике является материальным основанием для присвоения прибавочной стоимости — результата этого труда. Как именно будет выглядеть и происходить это присвоение зависит от господствующих производственных отношений в обществе и соотношения сил между социальными классами.
По Марксу истоки капитала кроются в коммерческой деятельности, состоящей в купле ради продажи, кругообороте Д — Т — Д, именуемом «всеобщая формула капитала», целью которого является выручить из этого обращения прибавочную стоимость. Однако на начальных стадиях истории это никаким образом не затрагивало капиталистический способ производства, наоборот, торговые суда служили посредниками между некапиталистическими производителями. В течение продолжительного исторического пути старые способы извлечения прибавочного труда постепенно заменились коммерческими формами эксплуатации.

## Прибавочный труд и эксплуатация
Эксплуатация возникает там, где присваиваемый прибавочный труд — будь то в форме прибавочной стоимости, прибавочного продукта или непосредственно прибавочного труда — отличается от превращенного прибавочного труда. Но как только появляются попытки заставить рабочих трудиться больше, тут же возникает сопротивление такой эксплуатации: забастовки, кампании профессиональных союзов, отказ от выполнения заданий, не предусмотренных по контракту, угрозы покинуть рабочее место и т. д. Решающими пунктами в определении общего затраченного прибавочного труда являются:
- Продолжительность рабочего дня (и недели) или, иными словами, общее количество времени сверхурочной работы;
- Интенсивность труда;
- Производительность труда (зависит также от используемых технологий);
- Прожиточный минимум для рабочих;
- Сильные и слабые стороны нанимателей и рабочих;
- Уровень безработицы и количество незанятых рабочих мест.

В первом томе «Капитала» Маркс изображает борьбу за рабочее время как ядро классового конфликта в капитализме. Однако, вопреки мнению многих марксистов, сам Маркс никогда не считал эксплуатацию в момент производства единственным существующим видом эксплуатации.

## Прибавочный труд и неэквивалентный обмен
Маркс признавал, что прибавочный труд может быть присвоен не только непосредственно в процессе производства владельцами предприятия, но также в процессе торговли. В наши дни это явление носит название неэквивалентный обмен. Так, Маркс пишет:
«Исходя из возможности того, что прибыль может оказаться ниже прибавочной стоимости, капитал, стало быть, можно обменять с получением прибыли, не реализовав его по прямому назначению. Значит, не только единичные капиталисты, но и целые нации могут непрерывно совершать обмен друг с другом, более того, обмениваться бесконечно, но необязательно получая взамен равнозначное количество. Одна нация может беспрерывно присваивать себе прибавочный труд другой, ничего не возвращая обратно.».
В этом случае, бо́льшее количество труда обменивается на меньшее количество труда, а большая стоимость — на меньшую, поскольку у одних рыночные позиции сильнее, в то время как у других — слабее. В «Капитале» Маркс предполагал равновесный обмен, то есть равенство спроса и предложения. Он аргументировал это тем, что, даже если предположить отсутствие неэквивалентного обмена в торговле при существовании рыночного равновесия, эксплуатация, тем не менее, будет существовать при капиталистических производственных отношениях, поскольку стоимость продукции, созданной рабочей силой, превышает стоимость самой рабочей силы. В то же время Маркс никогда не дополнял свой анализ исследованием мирового рынка.
В реальном мире, утверждают экономисты-марксисты, такие как, например, Самир Амин, неэквивалентный обмен, выраженный неявно как перенос ценности с одного места на другое через процесс торговли, можно наблюдать в любое время. Так, чем более «глобализированной» становится торговля, тем большее значение приобретает посредничество между потребителями и производителями. В результате, посредники присваивают львиную долю итоговой стоимости продукта, в то время как непосредственные производители должны довольствоваться лишь малой её частью.
Самым значительным неэквивалентным обменом в современной мировой экономике считается обмен сельскохозяйственных товаров на промышленные, то есть условия торговли, выгодные для обмена промышленных благ и невыгодные для обмена сельскохозяйственных. Как заметил Рауль Пребиш, это часто приводит к тому, что приходится производить всё больше и больше сельскохозяйственной продукции и продавать её, чтобы купить определенное количество промышленных товаров. Этот вопрос стал темой для горячих споров на последнем съезде ВТО.
Явление несправедливого или неэквивалентного обмена не предполагает наличия не только капиталистического способа производства, но и даже денег. Оно предполагает лишь то, что неэквивалентные стоимости обмениваются, и такая ситуация случалась не раз на пути всей истории человеческих торговых отношений.

## Прибавочный труд в капиталистическом обществе
В феодальном обществе зачастую было чётко определено, сколько дней в неделю крепостной или крестьянин работает на себя (необходимый труд), а сколько — на своего господина (прибавочный труд). Насчёт этого важного различия между барщинным и капиталистическим хозяйством Ленин пишет следующее:
«Необходимый и прибавочный труд (то есть труд, оплачивающий содержание рабочего, и труд, дающий неоплаченную прибавочную стоимость капиталисту) соединены вместе в один процесс труда на фабрике, в один фабричный рабочий день и т. д. Иначе обстоит дело в барщинном хозяйстве. Необходимый и прибавочный труд есть и здесь, как есть он и в рабском хозяйстве. Но эти оба вида труда разделены во времени и в пространстве. Крепостной крестьянин три дня работает на барина, три дня на себя. На барина он работает на помещичьей земле или над помещичьим хлебом. На себя он работает на надельной земле, добывая сам для себя и для своей семьи тот хлеб, который необходим на содержание рабочей силы для помещика».
Однако при капитализме различие между необходимым и прибавочным трудом носит замаскированный, завуалированный характер, что связано с вовлечением в рыночные отношения. Многие люди являются действительно свободными агентами, имея возможность покупать или продавать труд на основе большего или меньшего доступа к рынку, а также имеют равные шансы улучшить своё положение в конкуренции с остальными. Однако владельцы солидных собственных средств входят на рынок с преимуществом по сравнению с неимущими людьми, которым не остаётся ничего, кроме как продавать свой труд, чтобы выжить. Это даёт собственникам власть над прибавочным трудом остальных. Когда уже подписан трудовой договор, кажется, что труд рабочего оплачивается за проработанные им часы, но Маркс утверждает, что рабочий добавляет своим трудом стоимость, бо́льшую размера его заработной платы: он создаёт прибавочный труд.
Нанимая сотрудника или сотрудницу, работодатель не только терпит убытки, связанные с выплатой заработной платы по количеству отработанных часов, но также получает выгоду в размере прибавочной стоимости, которую создаёт рабочий (в виде продукта прибавочного труда), большую, чем затраты на наём рабочего. Эта выгода, по утверждению Маркса, отражается в виде валовой прибыли после вычета издержек, но единственным доказательством того, что она является результатом прибавочного труда, является тот факт, что стоимость произведенной продукции выше, чем стоимость необходимого труда и использованных для производства сырья и материалов. Экономическая связь между необходимым и прибавочным трудом с этого момента становится неявной, а деление доходов на заработную плату, прибыль и налоги становится исключительно вопросом распределения. Предсказать теоретически, как именно была порождена данная ценность можно совершенно различными способами.

## Значение прибавочного труда для современного общества
В третьем томе «Капитала» Маркс обращает внимание на центральную роль, которую выполняет прибавочный труд:
«Та специфическая экономическая форма, в которой неоплаченный прибавочный труд выкачивается из непосредственных производителей, определяет отношение господства и порабощения, каким оно вырастает непосредственно из самого производства, и, в свою очередь, оказывает на последнее определяющее обратное воздействие. А на этом основана вся структура экономического строя, вырастающего из самых отношений производства, и вместе с тем его специфическая политическая структура. Непосредственное отношение собственников условий производства к непосредственным производителям — отношение, всякая данная форма которого каждый раз естественно соответствует определённой ступени развития способа труда, а потому и общественной производительной силе последнего, — вот в чём мы всегда раскрываем самую глубокую тайну, скрытую основу всего общественного строя, а следовательно, и политической формы отношений суверенитета и зависимости, короче, всякой данной специфической формы государства. Это не препятствует тому, что один и тот же экономический базис — один и тот же со стороны основных условий — благодаря бесконечно разнообразным эмпирическим обстоятельствам, естественным условиям, расовым отношениям, действующим извне историческим влияниям и т. д. — может обнаруживать в своём проявлении бесконечные вариации и градации, которые возможно понять лишь при помощи анализа этих эмпирически данных обстоятельств.» 
Это утверждение является основой марксистского исторического материализма в той мере, что точно определяет, о чем, в конце концов, классовые конфликты в гражданском обществе: об экономии времени, которая принуждает одних выполнять работу, прибыль от которой частично или полностью достанется кому-то другому, в то время как другие могут заняться своим досугом, что на самом деле зависит от усилий рабочего.
Для большей части человечества работа — абсолютная необходимость. В современном обществе, которое вводит ограничения на прибавочный труд различными способами, исправительные работы, рабство, повсеместное грубое обращение с рабочими и т. д. более неприемлемы, но продолжают встречаться. Также появилась легальная возможность обжаловать условия труда и уровень оклада в суде. Люди могут согласиться на различную степень эксплуатации своего труда.